# Crédit d'impôt recherche
Pour les articles homonymes, voir CIR.
Le crédit d'impôt en faveur de la recherche (CIR) est, en France, une réduction d’impôt calculée sur la base des dépenses de recherche et développement (R&D) engagées par les entreprises. Il est déductible de l'impôt sur le revenu ou sur les sociétés dû par les entreprises au titre de l’année où les dépenses ont été engagées.
Il s'agit donc d’une aide fiscale destinée à soutenir et à encourager les efforts de R&D des entreprises, quel que soit leur secteur d’activité, leur taille et leur organisation.
Cette aide fiscale a pour vocation :
- d’accroître la compétitivité de l'appareil productif français[1] ;
- de renforcer la compétitivité des entreprises au travers de la recherche et des partenariats public/privé ;
- de servir de levier à la recherche privée ;
- d'inciter les entreprises à embaucher du personnel de formation et d'expérience scientifique ;
- d'imposer un cadre méthodologique de R&D au travers du dossier de CIR.

In fine, l'objectif du CIR est de permettre à la France d'obtenir un effort de recherche égal à 3 % du PIB, dont 1 % pour le public et 2 % pour le privé.
Le coût du CIR pour l'État a atteint 3,269 milliards d'euros au titre de 2013. Cette somme équivalait cette année-là à 82,6 % du budget de la recherche publique de 3,955 milliards d'euros. En 2021, il a atteint 7,25 Mds €. Du fait de ses mécanismes (délai fiscal, etc.), les chiffres définitifs du CIR ne sont connus que 3 ans après l'année concernée.

## Cadre légal actuel
L'ensemble des textes légaux codifiant le CIR et des commentaires et interprétations de ces textes émis par l'administration fiscale (hors jurisprudence) repose sur les références suivantes :
- Article 244 quater B du code général des impôts (CGI)[5]
- Articles 49 septies F[6], G[7], I[8], I bis[9], I quater[10], I quinquies[11], J[12], L[13], M[14], N[15], de l’Annexe III du code général des impôts
- Article R45 B-1 du Livre des procédures fiscales[16],
- le BOFiP, plus précisément le BOI-BIC-RICI-10-10-20131009[1] (dans sa dernière version en vigueur)[réf. obsolète].
- l'instruction fiscale 4 A-3-12 du 21 février 2012[17][réf. obsolète], instaurant le Manuel de Frascati comme document de référence en matière d'éligibilité des dépenses de recherche

Le bulletin officiel des finances publiques - impôts (BOFiP-Impôts), anciennement bulletin officiel des impôts (ou BOI), est un recueil de l'ensemble des commentaires et interprétations publié par la direction générale des Finances publiques (DGFiP) afin d'expliciter la législation fiscale.
Au cas par cas, la jurisprudence vient préciser les éléments du CGI.

## La création et l'évolution du crédit d'impôt recherche
Créé par la loi de finance de 1983, le crédit d'impôt recherche, ou CIR, est tout d’abord un dispositif provisoire d’incitation au renforcement des investissements en matière de recherche et développement pour les entreprises françaises. Il a alors pour vocation de se substituer à l'amortissement exceptionnel que les entreprises pouvaient pratiquer sur leurs matériels et outillages de recherche. En effet, ce dernier n'incitait pas assez les entreprises à investir humainement et matériellement en R&D selon le gouvernement en place à cette époque.
En toute première version, seules les entreprises industrielles et commerciales soumises à l'impôt sur le bénéfice réel peuvent le revendiquer, à condition d’avoir déjà exposé des dépenses de recherche l’année précédente à la déclaration du CIR. Toutefois, les entreprises nouvelles remplissant les critères de PME de l'époque peuvent bénéficier du CIR dès l'année de leur création.
Il est tout d’abord calculé sur l'accroissement des dépenses de R&D, et est égal à 25 % de cet accroissement (qui doit tenir compte de l'inflation d’une année sur l’autre) avec un plafond à 3 millions de francs (soit 450 000 euros). Dans les années qui suivent, ce plafond augmente régulièrement : 5 MF en 1985, 10 MF en 1988 et 40 MF en 1991.
Le mode de calcul originel s'avérant peu incitatif pour les entreprises dont les dépenses de R&D n'augmentaient pas ou peu d'une année sur l'autre, et son champ d’application étant trop limité, il subit à partir de 2000 de nombreuses modifications.
- Ainsi, en 2000[20], il est étendu aux entreprises agricoles et artisanales et il est égal à 50 % de l’accroissement des dépenses de R&D entre l’année de sa déclaration et l’année précédente. La restitution immédiate du montant du CIR déclaré est désormais possible pour les entreprises créées à compter du 1er janvier 1999, sous réserve de remplir certaines conditions (elles ne doivent pas être détenues directement ou indirectement par d’autres sociétés à plus de 50 % ou elles ne doivent pas être créées dans le cadre d’une concentration, d’une restructuration, d’une extension d’activités préexistantes).
- En 2004[21], année où le CIR est définitivement pérennisé, le montant calculé sur les dépenses en accroissement est complété d'un montant représentant 10 % du volume des dépenses. La restitution immédiate devient possible pour les entreprises nouvellement créées à condition qu’elles respectent les seuls critères de détention de capital mentionnés plus haut.
- Au fil des ans, la part calculée sur l'accroissement va diminuer au profit de la part calculée sur les volumes, jusqu’à être complètement supprimée en 2006 où le CIR n'est plus calculé que sur la part en volume.
- En 2008[22], le plafond de 16 millions d’euros est supprimé et le CIR est égal à 30 % des dépenses de R&D lorsque celles-ci sont inférieures ou égales à 100 millions d’euros, et à 5 % au-delà. Le taux de 30 % est par ailleurs majoré à 50 % et à 40 % au titre respectivement de la première et de la deuxième année qui suivent l’expiration d’une période de cinq années consécutives au titre desquelles l’entreprise n’a pas bénéficié du crédit d’impôt recherche et à condition que cette dernière n’ait aucun lien de dépendance avec une autre société ayant elle-même déclaré du CIR au cours des cinq années précédentes.
- À partir de 2010[23], l’excédent de CIR qui n'a pu être imputé constitue une créance auprès de l'état qui peut notamment être utilisée pour le paiement de l'impôt pendant 3 ans avant de demander le remboursement d'un éventuel reliquat. Cette même créance est remboursable immédiatement après sa constatation pour, principalement, les entreprises répondant au statut PME au sens communautaire.
- Enfin, à compter du 1er janvier 2011, les taux sont ramenés à 40 %, 35 % et 30 % respectivement pour la première, la deuxième et la troisième (et suivantes) années de déclaration.
- En 2013, les taux majorés sont supprimés et le crédit impôt innovation est créé à destination des PME. De plus, les entreprises en procédure de conciliation peuvent désormais demander le remboursement immédiat de la créance de CIR.
- En 2014, le crédit impôt innovation (CII) est maintenu et le crédit impôt recherche (CIR) s'enrichit de nouvelles jurisprudences.
- En 2022, le doublement des dépenses de sous-traitance publiques est supprimé pour des raisons de conformité avec le TFUE. Il est compensé par la création du Crédit d'Impôt pour la recherche Collaborative (CICo).
- En 2025, la Loi de Finance acte un rabot d'environ 5%[24] de l'assiette éligible du CIR en supprimant les frais de brevet, de veille technologique ainsi que le doublement des frais dit de "jeune docteur".

## Mise en œuvre

### Entités bénéficiaires
Il est destiné à toutes les entreprises exerçant une activité industrielle, commerciale ou agricole, soumises à l'impôt sur les sociétés ou à l'impôt sur le revenu. Et ce quel que soit son secteur d'activité, sa taille ou son organisation.
Il est par ailleurs possible de bénéficier du CIR même lorsque l'entreprise est exonérée d'IS, tant que cette exonération reste dans les limites des cas prévus à l'article 1 du 244 quater B.
Les associations régies par la loi 1901 et exerçant une activité à but lucratif peuvent également bénéficier du crédit d'impôt recherche. Ainsi, la jurisprudence reconnait au terme "entreprise", utilisé dans la loi, une portée européenne dans sa définition à savoir "une entité constitue une entreprise au sens de l'article 101 TFUE lorsqu'elle exerce une activité économique et apparaît comme un opérateur indépendant sur le marché". Ainsi, la forme juridique de l'entité économique n'importe pas.

### Projets et activités de R&D ouvrant droit au CIR
Les activités retenues dans l’assiette du CIR correspondent à la définition internationale des travaux de R&D qui a été établie par le Manuel de Frascati dans le cadre de l’OCDE.
D'après le 49 septies F du CGI les projets à retenir et valoriser dans le CIR doivent appartenir à l'une (ou plusieurs) des trois catégories de recherche suivantes :
- les activités ayant un caractère de recherche fondamentale : elles ont pour objectifs d'apporter une contribution théorique ou expérimentale à la résolution des problèmes techniques, concourent à l'analyse des propriétés, des structures, des phénomènes physiques et naturels, en vue d'organiser, au moyen de schémas explicatifs ou de théories interprétatives, les faits dégagés de cette analyse.
- les activités de recherche appliquée : ce sont celles qui visent à discerner les applications possibles des résultats d'une recherche fondamentale ou à trouver des solutions nouvelles permettant à l'entreprise d'atteindre un objectif déterminé choisi à l'avance. Le résultat d'une recherche appliquée consiste en un modèle probatoire de produit, d'opération ou de méthode.
- les activités de développement expérimental (y compris la réalisation de prototypes ou d'installations pilotes) : les plus délicates à caractériser car très souvent confondues avec l'ingénierie, qui, elle, ne peut ouvrir droit au CIR. Les activités de développement expérimental sont celles qui sont effectuées au moyen de prototypes ou d'installations pilotes, dans le but de réunir toutes les informations nécessaires pour fournir les éléments techniques des décisions, en vue de la production de nouveaux matériaux, dispositifs, produits, procédés, systèmes, services ou en vue de leur amélioration substantielle. Il est entendu par amélioration substantielle les modifications qui ne découlent pas d'une simple utilisation de l'état des techniques existantes dans le domaine et qui présentent un caractère de nouveauté.

Ainsi, pour être éligible au titre du CIR, « la création ou l'amélioration d'un produit, d'un procédé, d'un process, d'un programme ou d'un équipement doit présenter une originalité ou une amélioration substantielle ne résultant pas d'une simple utilisation de l'état des techniques existantes » ou du savoir-faire commun à la profession. « L'état des techniques existantes est constitué de toutes les connaissances accessibles au commencement des travaux et utilisables par l'homme du métier normalement compétent dans le domaine en cause, sans qu'il ait besoin de faire preuve d'une activité inventive. ». Les travaux de R&D valorisés doivent aboutir à une avancée de l'état des connaissances du domaine auquel ils appartiennent, qu'ils aient ou non abouti à un résultat fonctionnel, ou productible ou commercialisable.
Les activités les plus complexes à analyser et sujettes à controverse sont celles qui sont considérées comme étant situées :
- trop en amont de travaux de R&D : c'est le cas des études de faisabilité ou des études de conception industrielle;
- trop en aval : comme la conception de prototypes, les activités d'outillage et d'ingénierie industrielle ou encore les productions à titre d'essais.

En effet, ces activités ne sont pas habituellement considérées comme étant éligibles au crédit d'impôt recherche. Mais s'il est prouvé qu'elles aboutissent à des progrès substantiels, qu'elles aient été confrontées à des difficultés techniques majeures et qu'elles étaient indispensables à la dissipation d'incertitudes scientifiques, elles peuvent être alors considérées comme étant de la recherche ouvrant droit au CIR.
- Voir l'article Recherche et développement

### Dépenses éligibles
Le CIR est proportionnel aux dépenses éligibles, qui sont à déclarer selon les critères détaillés à l'article 244 quater B du CGI.
Le crédit d'impôt recherche est égal à 30 % des dépenses éligibles en France métropolitaine. Des taux majorés existent, notamment pour les territoires ultramarins. Ces taux sont valables pour la tranche des dépenses inférieure à 100 millions d'euros, et passent à 5 % des dépenses pour la tranche supérieure.
Les principales dépenses éligibles sont :
- les dépenses de personnel concernant les chercheurs et techniciens. La définition des "chercheurs" et "techniciens de recherche" est donnée par le 49 septies G du CGI[30] et est régulièrement précisée par la Jurisprudence;
- les dépenses de fonctionnement fixées forfaitairement à 43 % des dépenses de personnel jusqu'en 2025, 40 % ensuite ;
- les dotations aux amortissements de matériels créés ou acquis neufs et affectés à des opérations de R&D ;
- les dépenses de fonctionnement fixées forfaitairement à 75 % des dotations aux amortissements de matériels acquis neufs et affectés à la R&D ;
- les dépenses de sous-traitance, sous conditions de plafonds, confiées à des organismes ou à des experts individuels agréés par le ministère de l'Éducation nationale, de l'Enseignement supérieur et de la Recherche (anciennement MESR), situés tant en France que dans un pays de l'Union européenne ;
- les dépenses de sous-traitance, sous conditions de plafonds, confiées à des organismes publics de recherche (universités, CNRS, écoles d'ingénieur, écoles de commerce, soit des organismes qui délivrent un diplôme de grade Master) ou des centres techniques industriels. Les factures de ces organismes étaient éligibles au doublement dans le CIR jusqu'en 2022. Désormais il n'est plus fait de distinctions entre la sous-traitance publique et la sous-traitance privée;
- les dépenses de normalisation afférentes au(x) projet(s) de recherche valorisé(s) dans le CIR ;
- Jusqu'au 15 février 2025[31] : 
  - les frais de dépôt, maintenance et défense des brevets,
  - les dépenses de jeunes docteurs,
  - les dotations aux amortissements de brevets acquis en vue de mener des opérations de R&D éligibles,
  - les dépenses de veille technologique, sous conditions de plafonds.

Si l'entreprise a bénéficié d'aides publiques (Subventions, avances remboursables, PTZ, etc.) dans le cadre des projets de recherche qu'elle valorise dans son CIR, sous quelque formes que ce soit, ces montants doivent être déduit pour autant qu'ils constituent un doublon avec le CIR. Si une aide couvre une partie seulement d'un projet de recherche éligible, seule cette partie devra être déduite.
De plus, depuis le 1er janvier 2011, les sociétés se faisant accompagner par des sociétés de conseil doivent, sous certaines conditions, déduire les honoraires de conseil de l'assiette des dépenses. C'est le cas si le prestataire se rémunère au pourcentage des fonds dégagés, ou bien si le maximum des deux plafonds suivant est atteint :
- une facturation supérieure à 15 000 € HT ;
- une facturation supérieure à 5 % de l'assiette des dépenses nettes éligibles.

Par ailleurs, les entreprises du secteur textile-habillement-cuir peuvent bénéficier d'un dispositif spécifique pour les dépenses liées à l'élaboration de nouvelles collections, soumis aux règles de minimis : le Crédit d'impôt Collection.

### Utilisation du CIR
Le montant du CIR constitue un crédit d'impôt. A ce titre, il doit prioritairement être imputé sur l'impôt de l'entreprise qui entend en bénéficier, de sorte de le réduire. Si le CIR s'avère plus élevé que l'impôt, le reliquat constitue alors une créance de CIR qui devra être imputée durant 3 exercices jusqu'à épuisement. Le reliquat constaté au bout de cette période est alors remboursé à l'entreprise.
En tant que créance, elle peut faire l'objet d'une cession à un organisme financier. Dans une démarche comparable au système d'affacturage, certaines Banque, la BPI ou encore Neftys proposent de racheter la créance né ou à naitre.
Enfin, cette créance peut également servir à payer d'autres impôts, sous certaines conditions
Par exception, il existe une solution de restitution immédiate de la créance. Les entreprises pouvant bénéficier de la restitution immédiate sont :
- les entreprises nouvelles, sous certaines conditions ;
- les entreprises faisant l'objet d'une procédure collective ;
- les jeunes entreprises innovantes (JEI) ;
- les petites et moyennes entreprises au sens communautaire.

### Éligibilité au CIR
N'y sont éligibles que les projets de recherche (et les dépenses associées) remplissant les critères précisés à l'article 244 quater B du code général des impôts.
Du fait de sa double nature fiscale et scientifique, la mise en œuvre opérationnelle du crédit d'impôt recherche est parfois délicate.
L'administration fiscale conseille de tenir à jour les éléments de « reporting » scientifiques et analytiques permettant de justifier, en cas de contrôle fiscal, de l'éligibilité des travaux et des dépenses associées.
Un guide de formalisation du dossier de justification des dépenses de R&D est présent au sein du « Guide du CIR » publié chaque année par le Ministère de l'enseignement supérieur et de la recherche.
Une notice pédagogique simple publiée par la Direction générale des finances publiques (DGFiP) permet d'aider à remplir la déclaration de CIR et sécuriser les démarches en cas de contrôle fiscal ultérieur.

### Rescrit du crédit d'impôt recherche
Pour sécuriser l’éligibilité au CIR de son programme de dépenses de recherche auprès de l’administration fiscale, l’entreprise peut depuis 2009 adresser sa demande d’avis préalable (rescrit) soit auprès de l’administration fiscale (d'après l'article L80 B du livre des procédures fiscales) soit auprès du MESRI. Elle ne peut toutefois concerner que des projets nouveaux pour l'entreprise au moment de la demande.

### Contrôle du CIR par l'administration fiscale
Le crédit d'impôt recherche peut être vérifié dans le cadre de tout type de vérifications fiscales prévues par les impôts de manière générale (vérification sur place, vérification sur pièces, etc.). Il fait notamment régulièrement l'objet d'un complément d'information préalable au remboursement de la créance.
Dans ces situations, l'entreprise déclarante doit pouvoir fournir tous les documents justificatifs pertinents, qu'ils soient financiers ou scientifiques (dossier de justification). Le délai de reprise court jusqu'au 31/12 de la seconde année qui suit le dépôt de la déclaration du CIR.
En premier lieu, le vérificateur des impôts vérifie seul le bien-fondé du montant déclaré. En cas de doute de sa part sur l'éligibilité technique du projet, il peut notamment demander une expertise auprès du ministère de l'Enseignement supérieur et de la Recherche qui mandate alors un expert scientifique afin de rendre un avis, consultatif, quant au caractère éligible du projet.
En dehors de cette procédure d'expertise spécifique, le contrôle du CIR s'effectue selon les règles de droit commun, incluant les recours, procédure, droits et devoirs du contribuable, etc. mais possède la particularité d'être susceptible d'un examen par le Comité Consultatif du CIR après le dernier recours gracieux de la procédure fiscale (interlocution départementale). L'avis rendu par le CCCIR n'est lui non plus pas contraignant, ni pour le vérificateur ni pour le contribuable. Les rappels de CIR sont alors mis en recouvrement.

## Évaluations et controverses

### Évaluation par l'Inspection générale des finances
Le CIR a fait l'objet d'une évaluation en 2010 et 2011, à l'instar des autres « niches fiscales » par l'IGF. Bien qu’étant une mesure très bien notée (3/3) — rapport Berson, page 232 — grâce aux évaluations positives sur son utilisation et sur ses bénéficiaires, réalisées en particulier par le ministère de l'Enseignement supérieur et de la Recherche, son évaluation plus globale en termes de résultats pour l'économie n'est pas encore réalisable.
Vu les montants en jeu, de 3 à 5 milliards d'euros suivant les années, cette disposition fiscale a fait naître plusieurs controverses, tant de la part des universitaires qui voient ces fonds alloués au privé, que de la part de PME qui constatent que les grands groupes en bénéficieraient largement.
Ces controverses ont été reprises par plusieurs parlementaires, de tout bord, tels que Gilles Carrez et Philippe Marini ou encore Jean Arthuis, Christian Eckert, Nicole Bricq, tantôt défendant tantôt vilipendant cette mesure. Le crédit d’impôt recherche a d'ailleurs été la cible d'une campagne de dénigrement parlementaire, les estimations de chiffrages de 2007-2008 ayant été manifestement sous-évaluées : le parlement a donc cru qu'on lui forçait la main.[réf. nécessaire] À la suite de ces discussions, le sénateur Michel Berson propose une réforme du CIR dans son rapport de juillet 2012.

### Évaluation par la commission des finances du Sénat - Rapport Berson
Aussi appelée rapport Berson, du nom de son rapporteur, un rapport a été réalisé au sujet du CIR en juillet 2012. Ce rapport présente un état des lieux du CIR, et de son coût. Au cas particulier, il estime que la créance devrait se stabiliser autour de 6 milliards d'euros (page 58) à partir de 2014. Il recense par ailleurs l'ensemble des rapports et études, qu'elles soient gouvernementales ou parlementaires.
Ce n'est que dans une seconde partie qu'il livre une analyse des adaptations nécessaires de ce dispositif. Il conclut notamment qu'il ne faut pas réduire le CIR, notamment parce que l'effet de levier y est égal à 1 (page 100), qu'il stimule la croissance du PIB et que sa stabilité est un facteur d'efficacité important.
Il propose par ailleurs d'améliorer ce dispositif en accentuant l'effet de levier par l'utilisation de taux variables en fonction des secteurs (40 % au lieu de 30 % pour les PME et ETI et un taux à 20 % déplafonné pour les grandes entreprises). Il propose par ailleurs d’accélérer le remboursement des créances pour les PME et ETI, qui jusque-là attendent parfois jusqu'à 1 an après les dépenses pour récupérer le CIR (pages 121 à 124).
Il exprime en page 127 de son rapport le rôle potentiel du CIR lors de la crise de 2008/ 2009, puisque aucune inflexion des embauches d'ingénieurs et docteur ne se serait fait sentir, mais suppose que, en l'absence de crise, le nombre de docteur « disponible » sur le marché n'aurait pas suffi à satisfaire la demande (page 128).
Il relate par ailleurs que les coûts de gestion du dispositif sont très élevés par un parallèle avec le dispositif canadien réalisé par l'IGF, estimant entre 5 % et 15 % les coûts de gestion du CIR.
In fine, au milieu de différentes propositions d'amélioration du CIR, le sénateur Berson revient sur 6 idées reçues :
- Le CIR bénéficierait à hauteur de 20 % au secteur banque/ finance'. En réalité « les banques et les assurances ne représentent que 1,8 % de la dépense fiscale » (page 213[39]).
- Le CIR ne bénéficierait qu'aux grandes entreprises. Les sociétés de plus de 5 000 salariés touchent 32 % du CIR, contre 37 % pour les ETI et 29 % pour les PME.
- Le coût du CIR augmenterait de façon incontrôlable. Le CIR devrait plafonner à 5 ou 6 milliards d'ici à 2014. Cette prévision de 2012 est pour l'instant confirmée.
- Le CIR fait l'objet de fraudes et d'optimisations importantes. Le sénateur répond que les dépenses de R&D sont estimées à 26,3 milliards d'euros en France, alors que seuls 17 milliards sont déclarés, ce qui démontrerait par l'absurde que la fraude ne peut être massive.
- Le CIR finance des dépenses à l'étranger. Même si le dispositif permet de sous-traiter en Europe communautaire, seul 2 % du CIR correspondrait à des dépenses hors du territoire français.

### Évaluation par la Cour des comptes
Le 11 septembre 2013, la Cour des comptes a rendu public un « rapport sur l’évolution et les conditions de maîtrise du crédit d’impôt en faveur de la recherche », qui avait été commandé par la Commission des finances, de l’économie générale et du contrôle budgétaire de l’Assemblée nationale. Elle y critique un dispositif fiscal qui devrait coûter à l'État 5,8 milliards d'euros en 2013 alors qu'il présente « une incertitude [...] sur son efficacité et son ciblage ». Un rapport du député Alain Claeys publié fin 2012 confirmait que « l'utilisation du CIR comme instrument d'optimisation fiscale [...] serait déjà une réalité. »
La Cour des comptes critique en outre l'absence totale d'évaluation de cette efficacité, alors que cette niche fiscale était devenue la plus coûteuse de toutes.

### Critiques par le conseil scientifique du CNRS
Le conseil scientifique du CNRS a fortement critiqué le crédit d'impôt recherche en 2014. Il affirme en particulier que selon l'OCDE, les dépenses intérieures de R&D des entreprises sont passées de la 13e place mondiale en 2006 à la 15e en 2011, alors que « dans le même temps, le crédit d’impôt recherche (CIR) a pourtant augmenté considérablement (de 980 à 5 100 millions d’euros), sans aucun effet d’entraînement observable sur la recherche privée. » Dans le même rapport, le conseil scientifique du CNRS s'inquiète fortement de la chute des recrutements dans les organismes de recherche et du financement de la recherche publique ainsi que des conséquences dramatiques que cela risque d’entraîner : « Si les jeunes se détournent de ces apprentissages et de ces carrières [scientifiques], c’est l’ensemble du système français de recherche qu’on aura mis à mal, et avec lui les perspectives d’innovation, d’emploi, mais aussi d’influence de notre pays dans le moyen terme. »

### Demandes de directeurs de laboratoires
Dans une lettre au président de la République, intitulée « Urgence pour l'emploi scientifique », et datée du 13 octobre 2014, 660 directeurs de laboratoires du CNRS, de l’INSERM, l’INRA, l’INRIA, IRSTEA, IRD et du CEA demandent une « réforme du crédit impôt recherche (CIR) » qui permettrait « d'éviter les nombreux détournements et l’optimisation fiscale dont il fait l’objet, lesquels sont dénoncés par la Cour des comptes et les parlementaires eux-mêmes ». Les directeurs signataires de cette lettre, au nombre de 840 au 12 novembre 2014, demandent de « mettre en œuvre un plan d’urgence pluriannuel et exceptionnel de recrutement et le financer par une réforme du CIR », réforme qui « permettrait de récupérer plus d’un milliard d'euros qui ne participent en aucune manière à un véritable effort de recherche et développement des entreprises, comme l'indique le Rapport de la mission d'évaluation et de contrôle sur le CIR de l'Assemblée nationale publié en juin 2010. »
Le Conseil national des universités, section 25, affirme que « moins de 2 % du crédit d'impôt recherche suffirait à boucler le budget des universités. C'est donc par choix politique que l’argent de la recherche est donné au privé. »

### Commission d'enquête du Sénat
En décembre 2014 est créée au Sénat une Commission d'enquête sur la réalité du détournement du crédit d'impôt recherche de son objet et de ses incidences sur la situation de l'emploi et de la recherche dans notre pays, présidée par le sénateur Les Républicains Francis Delattre et dont la rapporteuse est la communiste Brigitte Gonthier-Maurin. Toutefois, au terme de plus de six mois d'enquête, les membres de la commission « Les Républicains », UDI et socialistes votent la non-publication du rapport, contre l'avis de la rapporteuse. Celle-ci ne peut divulguer le rapport sous peine de contrevenir au secret fiscal. Le journaliste scientifique Sylvestre Huet soupçonne sur son blog {Sciences²} des pressions qui viendraient notamment de Carlos Ghosn (PDG de Renault, qui a bénéficié du dispositif) et de Gérard Larcher, président Les Républicains du Sénat.
Le président de la commission, Francis Delattre, justifie le rejet du rapport par la partialité de son contenu, « globalement à charge contre le dispositif », ne reflétant pas la réalité des auditions effectuées. De son côté, Brigitte Gonthier-Maurin relate qu'on lui a imposé le mot « détournement » dont elle ne voulait initialement pas dans le titre du rapport, ce qu'elle considère comme une forme de piège avant que son rapport ne soit enterré. Le 14 octobre 2015 elle met en ligne sur le site web du Groupe CRC ses notes personnelles afin, explique-t-elle, « de nourrir le débat à l’occasion de l’examen du projet de loi de finances pour 2016 ».
Elle estime notamment que « le CIR est versé sur projet et n’est pas contrôlé. De grands groupes montent des clusters ou des start-up pour toucher le CIR. » D'autre part, « ce dispositif offre également des effets d’aubaine à des cabinets de conseils qui se rémunèrent sur le montage des dossiers CIR, percevant entre 10 et 20 % en moyenne, parfois 30 %, du montant du CIR. »

### Rapport de l'association de chercheurs Sciences en marche
L'association de chercheurs Sciences en marche a produit en avril 2015 un rapport sur les effets du dispositif sur l'emploi scientifique et la recherche et développement privée, destiné à la commission d'enquête sénatoriale (voir supra). Il conclut à une efficacité limitée dans les PME et très faible dans les entreprises de plus de 500 employés, globalement en baisse à la suite de la réforme de 2008. La méthode d'évaluation utilisée est cependant critiquée par la Direction générale de la recherche et de l'innovation (DGRI), car ne présentant pas de situation contrefactuelle. En comparaison, « les travaux d’Antoine Bozio recourent à la "double différence" afin de construire un contrefactuel qui dans les travaux économétriques est un moyen d’isoler l’effet causal d’une mesure de politique publique . »

### Un«effet positif»sur les dépenses de R&D, sans effet concluant sur les brevets et l'emploi à la R&D selon l'OFCE
L'Observatoire français des conjonctures économiques a publié en avril 2017 une revue bibliographique qui met en évidence « l'effet positif du CIR » sur les dépenses. Evens Salies, l'auteur, déduit de son étude que le CIR a un effet d'addition sur les dépenses de R&D, mais avec des effets d'aubaine lorsque le CIR est cumulé avec d'autres aides à la R&D, qui se sont amplifiés avec la réforme de 2008. Ce même rapport parle l'absence d’« effet concluant » sur les brevets, et conclut à un « résultat mitigé en dépit d’une politique fiscale de soutien à l’innovation généreuse. » 
L'efficience du CIR est un critère aussi important que l'effet. L'efficience d'une politique publique est une mesure de l'effet de cette politique rapporté à son coût. Dans le cas du CIR, il s'agit par exemple de savoir si depuis la réforme de 2008, l'effet sur la dépense nationale de R&D (son augmentation attribuable au CIR) est plus important que l'augmentation du CIR. Le ratio entre l'effet et le supplément de CIR, par rapport à une situation contrefactuelle où le CIR n'aurait pas augmenté, est une mesure de l'efficience macroéconomique de la réforme de 2008. Si le ratio est ≥ 1, alors on peut dire que la réforme du CIR est efficiente sur la R&D.
Cependant, aucune étude contrefactuelle - adoptant la méthodologie de Neyman-Rubin - n'a jusqu'à présent montré que la réforme de 2008 du CIR était efficiente sur la dépense nationale de R&D. La principale raison est méthodologique. En effet, ces études obtiennent des résultats sur des groupes de comparaison appariés, excluant notamment la sous-population des très grandes entreprises, qui font fasse à un taux de crédit d'impôt réduit sur la tranche des dépenses de R&D déclarées dépassant 100 millions d'euros.
L'autre raison pourrait être que la majorité des dépenses de R&D étant des dépenses salariales, des résultats mitigés du CIR sur l’emploi contribueraient à expliquer le peu d’effet de levier macroéconomique du CIR sur la R&D. Une revue des études de l'efficience du CIR, et de la réforme en 2008, sur l'emploi, les salaires et la productivité du travail, conclut que le CIR stimule l’embauche des docteurs dans les entreprises, avec cependant un effet d’aubaine pour les docteurs-ingénieurs. Dans les TPE, les aides à la R&D (CIR inclus) augmentent l’emploi aidé au détriment de l’emploi standard et de l’emploi total. Quant à la réforme de 2008, elle a impacté positivement le salaire des chercheurs (« effet Goolsbee »), relativement plus que la productivité.

### Rapport Henriet
(avril 2019).
Le rapport Henriet, présenté à l'occasion des débats sur le PLF 2019, résume les différentes études en ces termes : « L’impact du CIR apparaît pour l’heure difficile à mesurer de façon incontestable, même si l’effet d’additionnalité semble relativement bien étayé, et il importe d’améliorer son évaluation, au regard de l’ampleur de la dépense fiscale afférente. »

### Suppressions d'emplois de recherche malgré le CIR
Plusieurs entreprises sont critiquées pour supprimer des emplois dans la recherche après avoir bénéficié du CIR, jetant une ombre sur la capacité incitative du CIR.
C'est le cas notamment de Intel, qui annonce en 2016 supprimer 80 % de ses effectifs de recherche et développement en France, soit 750 emplois, bien qu'ayant reçu 8 millions d'euros de CIR l'année précédente, tout en maintenant ses activités de recherche en Allemagne. De même, Sanofi, qui bénéficierait du CIR, a supprimé environ 2 000 emplois dans la recherche et développement en France ces dernières années.

### Évaluation de l'efficacité du CIR par le CNEPI
En 2015, l'agence France Stratégie au travers du CNEPI, a commandité en 2016 trois études indépendantes en vue d'évaluer le dispositif, et plus précisément l'impact de sa réforme de 2008. Il s'agit du premier rapport qui dispose de données scientifiques elles-mêmes alimentées de résultats postérieurs à la réforme de 2008. En effet, du fait du caractère fiscal du dispositif, les premières données consolidées postérieures à 2008 ne peuvent être disponibles qu'à partir de 2013. La notion de secret fiscal est également un frein.
L'avis de la commission a été rendu public le 7 mars 2019. Sa conclusion est que « la réforme du CIR a donc atteint sa première cible : la croissance des dépenses de recherche et développement de ses bénéficiaires. »
Cependant, les retombées en termes d'innovation et de compétitivité sont en demi-teinte, alors que le coût de la mesure a presque triplé entre 2007 et 2015.
Sur les trois études décortiquées dans ce rapport, deux concluent à un effet de levier du dispositif compris entre 1,15 et 1,5. Une conclut à un effet d'addition (ou effet de levier à 1), qui diminue sur le long terme pour aboutir à 0,9. Les auteurs du rapport ont choisi de communiquer sur un effet de levier démontré de 1,2.
Le rapport relève également que la réforme du CIR de 2008 aurait permis d'enrayer le déclin des dépenses de R&D qui était observé jusqu'alors.
Enfin, le CIR aurait un impact positif, bien que moindre, sur l'emploi et la productivité des entreprises qui en bénéficient.
Cependant, la probabilité de déposer un brevet n'est que de 5 % supérieure pour les entreprises bénéficiant du CIR par rapport à celles n'en bénéficiant pas, ce que France Stratégie considère comme « décevant ».
France Stratégie, pour conclure, souhaite poursuivre l'évaluation sur un second volet, et traiter en particulier des aspects macro-économiques du dispositif.

## Le CIR dans les autres pays
Le crédit d'impôt recherche est également utilisé, sous d'autres formes, dans d'autres pays du monde, dont l'Australie, la Nouvelle-Zélande, l'Espagne, le Portugal et plus récemment l'Allemagne.

### Allemagne
L'Allemagne a longtemps été caractérisée par une absence de dispositif fiscal en faveur de la recherche privée, tandis que ses dépenses de recherche y étaient bien plus élevées qu'en France (2,91% du PIB contre 2,23% en France), et que l'augmentation des dépenses de recherche privée a été plus rapide en Allemagne qu'en France entre 2007 et 2015 (2% en moyenne en France contre 3,2% en Allemagne).
Cité comme un contre exemple d'efficacité par les détracteurs du CIR à la française, le pays a pourtant voté, le 22 mai 2019, l'adoption d'un dispositif très similaire, nommé « Gesetz zur steuerlichen Förderung von Forschung und Entwicklung ». Ce dispositif sera effectif à partir de 2020. Il est limité à 2 M€ de dépenses par entreprise et par an et portera sur les dépenses désignées par le Manuel de Frascati. Il vise à permettre au pays d'atteindre 3,5% du PIB consacré à la R&D.

### Canada
Au Canada il est appelé « Crédit d'impôt pour la RS-DE » (Recherche scientifique et développement expérimental). Contrairement au dispositif français qui fonctionne selon un mode déclaratif, le dispositif canadien nécessite une vérification de l’éligibilité des travaux de recherche. Par ailleurs, chaque province canadienne a la possibilité de renforcer le dispositif fédéral par une aide spécifique, parfois considérable.

### États-Unis
Appelé « R&D Tax Credit (en) » aux États-Unis, il y a été rendu permanent. Il est uniquement basé sur l’accroissement des dépenses de R&D et permet de réduire l’IS avec un report possible allant jusqu’à 20 ans. Aujourd’hui, trois méthodes de calcul sont possibles, selon l’ancienneté de l’entreprise :
- La première méthode impose un montant du CIR égal à 20 % de la différence entre l’assiette des dépenses de recherche éligibles de l’année et la moyenne du chiffre d’affaires des quatre années précédentes. Le montant du CIR est plafonné ici à 50 % des dépenses de R&D.
- La deuxième méthode, dite incrémentale, est basée sur la division de l’assiette des dépenses éligibles en trois tiers et l’application d’un taux défini pour chacun. Elle fait intervenir le chiffre d’affaires des quatre dernières années mais seules les dépenses R&D de l’année considérée sont retenues dans le calcul.
- Enfin, la dernière méthode, alternative et simplifiée, mise en place depuis 2006, permet de ne pas faire intervenir dans le calcul le chiffre d’affaires mais seulement les dépenses de R&D des quatre dernières années[76].

### Grande-Bretagne
En Grande-Bretagne, le R&D Tax Credit, initialement destiné aux seules PME qui ont pu bénéficier de cette aide à partir du 1er avril 2000, a été étendu aux grandes entreprises à compter du 1er avril 2002. Le R&D Tax Credit permet aux entreprises d’obtenir un crédit d’impôt pour leurs dépenses de R&D éligibles, la définition de l’éligibilité étant très similaire à la définition française. En revanche, pour ce qui concerne les coûts des produits et matériels à prendre en compte dans l'assiette des dépenses, le calcul est différent : sont compris les achats de « consommables » utilisés dans la recherche (petit matériel, produits chimiques ou biologiques...) alors que les gros équipements à longue durée de vie sont exclus. Il n’y a pas de restriction relative au lieu où sont effectués les travaux de R&D comme en France et les PME peuvent obtenir un crédit d’impôt pour les dépenses versées à des sous-traitants auxquels elles ont confié des travaux de R&D sans obligation d'agrément de ces derniers.

### Espagne
L'Espagne quant à elle distingue l’I+D (R&D) de l’I.T. (Innovation Technologique, I.T.). L'I.T. correspond à du développement orienté marché, avec un degré moindre de nouveauté par rapport à ce que peut produire la R&D. Une telle activité doit conduire à l'obtention de nouveaux produits ou processus de production ou des améliorations substantielles des produits déjà existants. Cette activité inclut la matérialisation de ces nouveautés : plans, schémas mais aussi premiers prototypes, démonstrateurs ou projets pilotes, dans la mesure où ceux-ci ne peuvent être utilisés ou se transformer en applications industrielles ou exploités commercialement. Font également partie des I.T. les activités de diagnostic technologique qui peuvent être réalisées par des centres de recherche dûment reconnus comme les universités, les laboratoires publics, les centres technologiques... Les calculs des dépenses sont aussi plus complexes qu’en France, ce qui rend ce CIR peu attractif.

## Bilan (France)
Autrefois considéré comme une mesure temporaire, le CIR est désormais un dispositif pérennisé dans la loi française. L'implantation de centres de R&D de certains grands groupes (tels que Google ou Microsoft) serait d'ailleurs motivée par cette aide fiscale, en plus de considérations stratégiques comme la pénétration du marché européen et des partenariats facilités.
Une partie de l'opinion considère qu'une évaluation précise de l'impact du CIR permettrait de savoir quel type de recherche est réellement financée par ce biais[réf. nécessaire] (sur des entreprises non déjà préalablement soutenues par d'autres types d'aides directes), et permettrait d'établir, ou non, une corrélation entre l'évolution des investissements de R&D en entreprise et le coût de ce dispositif fiscal.

#### Guide CIR annuel
- Édition 2021 du guide mis à jour annuellement par le gouvernement

#### Rapports
- « Évaluation du crédit d’impôt recherche - Rapport CNEPI 2021 », sur strategie.gouv.fr, juin 2021

#### Textes législatifs
- Article 244 quater B du CGI
- Article 49 Septies F (et suivants) du CGI
- BOI-BIC-RICI-10-10 à jour